# M'Toro Chamou
M'Toro Chamou, né en 1974 à Mamoudzou, est un chanteur mahorais,,, ambassadeur de la musique mahoraise.

## Biographie
Membre du groupe de rap M’Tsapéré Power avec lequel il n'arrive pas à percer, il part pour La Réunion en 1995, puis en Métropole l'année suivante.
Sa carrière prend un tournant quand il rencontre Baco et Mikidache en 1996, avec qui il travaille. L'album de Mikidache, réalisé avec M'Toro Chamou, Tsenga paraît en juin 2008 et les deux artistes tournent ensemble.
Il vit à Nantes jusqu'en 2012, date à laquelle il revient à La Réunion.
En 2015, il est sacré meilleur chanteur mahorais lors de la cérémonie des Voix de l'océan Indien.

## Discographie[6]
- 1998 : Kaza Ngoma
- 1999 : Retour aux sources
- 2002 : M'lango
- 2004 : Bwe Foro
- 2008 : Tsenga (Album collectif avec Mikidache)
- 2009 : Changé
- 2011 : On va bouger (EP - collectif)
- 2011 : Tsenga 2 (Album collectif)
- 2016 : Punk Islands
- 2019 : Sika Mila

## Distinctions
- 2015 Voix de l'océan Indien : Meilleur chanteur mahorais[9]